# 유럽 고속도로 717호선
유럽 고속도로 717호선(European route E717)은 이탈리아의 토리노와 사보나를 이어주는 B-클래스급 간선도로로, 총 연장은 141 km이다. 그러나 이 도로는 중간에 포사노 동쪽을 거치게 되며, 전 구간에 걸쳐 아우토스트라다 A6와 중첩되어 있으며, 특성상 유료도로로 구성되어 있다.

## 경로
- 이탈리아
  - 유럽 고속도로 70호선, 유럽 고속도로 64호선, 유럽 고속도로 612호선 : 토리노
  - 유럽 고속도로 80호선 : 사보나